# 薛達迪拿體育會
薛達迪拿體育會（A.S. Cittadella），是位於義大利北部奇塔代拉市的一个職業足球俱乐部。